# Бедржих Грозний
Бедржих Грозний (чеськ. Bedřich Hrozný; 6 травня 1879 — 12 грудня 1952) — чеський сходознавець і лінгвіст, дешифрував хетську мову, довівши, що вона належить до індоєвропейських мов.

## Життєпис
Грозний народився в місті Ліса-над-Лабем в Австро-Угорщині (зараз — територія Чехії) в сім'ї євангельського пастора.
У гімназії м. Колін він вивчив основи староєврейської і арабської мов. Пізніше під час навчання у Віденському університеті (факультет теології) до них додалися аккадська, арамейська, ефіопська, шумерська і санскрит, а також клинопис Малої Азії, Месопотамії і Персії. Потім він вивчав сходознавство в Берлінському університеті.
Він прочитав численні успішні лекції в різних університетах Європи.
У січні 1929 року призначений членом Міжнародної комісії з інтелектуальної співпраці Ліги Націй (попередниці ЮНЕСКО) — разом з норвезькою радіохімікінею Еллен Гледич, латвійським хіміком Мартіном Пріманісом і громадським діячем Британської Індії Абдулом Кадіром.
1929 року заснував «Archiv Orientální» («Східний архів»), що залишається до цього дня провідним чеським журналом зі сходознавства. У 1939 році у нього була можливість емігрувати з окупованої Чехо-Словаччини, але він вирішив залишитися, і його обрали ректором Карлового університету в Празі. У 1940 році йому було також запропоновано пост в міністерстві освіти, від якого він  відмовився.
У роки німецької окупації Чехословаччини Грозний обіймав пост ректора Празького університету. Незважаючи на те що заняття в університеті були зупинені на невизначений термін, учений проводив лекції в залах поза університетом, видавав наукові роботи, рятував від арешту студентів.
Великим досягненням Грозного було те, що завдяки його зусиллям в університетській друкарні було створено шрифти для практично всіх відомих на той час писемностей світу.
У 1944 р. він пережив серцевий напад і відтоді не викладав, проте продовжив працювати над головною роботою свого життя — узагальненою історією Давнього Сходу. Вона вийшла в 1949 році.
12 листопада 1952 року його обрали членом новоствореної Чехословацької Академії Наук. Рівно місяць по тому, 12 грудня 1952 року, академік Бедржіх Грозний помер.

## Дослідження анатолійських мов
У 1906 р. при розкопках столиці Хеттського царства м. Хаттуса (сучасний Богазкей, Туреччина) за 150 км на схід від Анкари німецька експедиція виявила архів хетських царів, виконаний місцевим різновидом аккадського клинопису, але невідомою мовою. У 1915—1916 рр. Грозний опублікував роботи з дешифрування хетської мови та її граматику, довівши, що вона належить до індоєвропейських мов.
Пізніше Грозний намагався дешифрувати інші писемності (Критське письмо, біблське письмо, протоіндське письмо і ін.), але його спроби були невдалими. Як сильною, так і слабкою стороною Грозного був його порівняльно-історичний метод; використовуючи його, він недооцінював інші методи, наприклад, логіко-комбінаторний.